# Chapelle Notre-Dame-de-Grâce-et-de-Toute-Joie de Villeneuve-sur-Lot
Pour les articles homonymes, voir Chapelle Notre-Dame, Église Notre-Dame-de-Toutes-Joies et Notre-Dame-de-Grâce.
La chapelle de Notre-Dame-de-Grâce-et-de-Toute-Joie de Villeneuve-sur-Lot est une chapelle catholique, dite chapelle du Bout-du-Pont, qui est située à Villeneuve-sur-Lot en France à l'extrémité du Pont des Cieutats, sur la rive droite du Lot.

## Localisation
L'église est située dans le département français de Lot-et-Garonne, sur la commune de Villeneuve-sur-Lot.

## Historique

### Légende
La légende raconte qu'au XIIIe siècle trois embarcations descendant le Lot sont arrêtées au beau milieu de la rivière au niveau du pont par une force invisible. Malgré les efforts des mariniers, rien n'a pu faire avancer la flottille. Un marin a alors plongé dans le Lot pour voir ce qui bloquait les bateaux. Il remonta en portant une statuette de Vierge noire. Quand elle fut posée sur un bateau, la flottille put reprendre sa navigation.
Pour commémorer cette découverte, il a été décidé de construire une chapelle à l'entrée du pont. La chapelle est devenu un lieu de vénération pour les bateliers. Au passage des bateaux devant la chapelle, ils la saluaient en levant les rames.
La chapelle a reçu le nom de chapelle Notre-Dame-de-Grâce-de-Toute-Liesse ou de Toute-Joie. On trouvait autrefois de nombreux ex-votos offerts en reconnaissance de guérisons miraculeuses ou l'accomplissement de vœux.

### Construction de la chapelle
La chapelle aurait été fondée en 1289 selon la légende et a été la chapelle du fortin construit à l'entrée du pont des Cieutats terminé en 1285.
En février 1600, une tempête emporte la tour à l'entrée du pont et endommage la chapelle. Elle est terminée avant 1618 avec les matériaux de reconstruction du pont d'après Auguste Cassany-Mazet, ou 1643, après la fin de la reconstruction du pont dont deux arches s'étaient effondrées en 1636 d'après Jules Serret et Antonio de Zappino.
En 1657, le couvrement en lambris est rehaussé par Antoine Papou, charpentier, et Antoine Philippes, maçon. Le clocher est terminé par une flèche qui est détruite à la Révolution.
Les murs du côté du Lot menaçant ruine sont reconstruits en 1825, ainsi que le clocher. La chapelle est agrandie en encorbellement sur le Lot.
En 1865 la façade de la chapelle sur la rue est reconstruite pour la mettre en conformité avec le nouvel alignement en lui donnant un décor néo-gothique. Le décor intérieur de la chapelle est restauré dans les années 1860-1870. Les aisseleirs de la partie en encorbellement sur le Lot sont remplacés par des poutrelles métalliques.
L'édifice est inscrit au titre des monuments historiques le 20 juin 1950,.

## Description

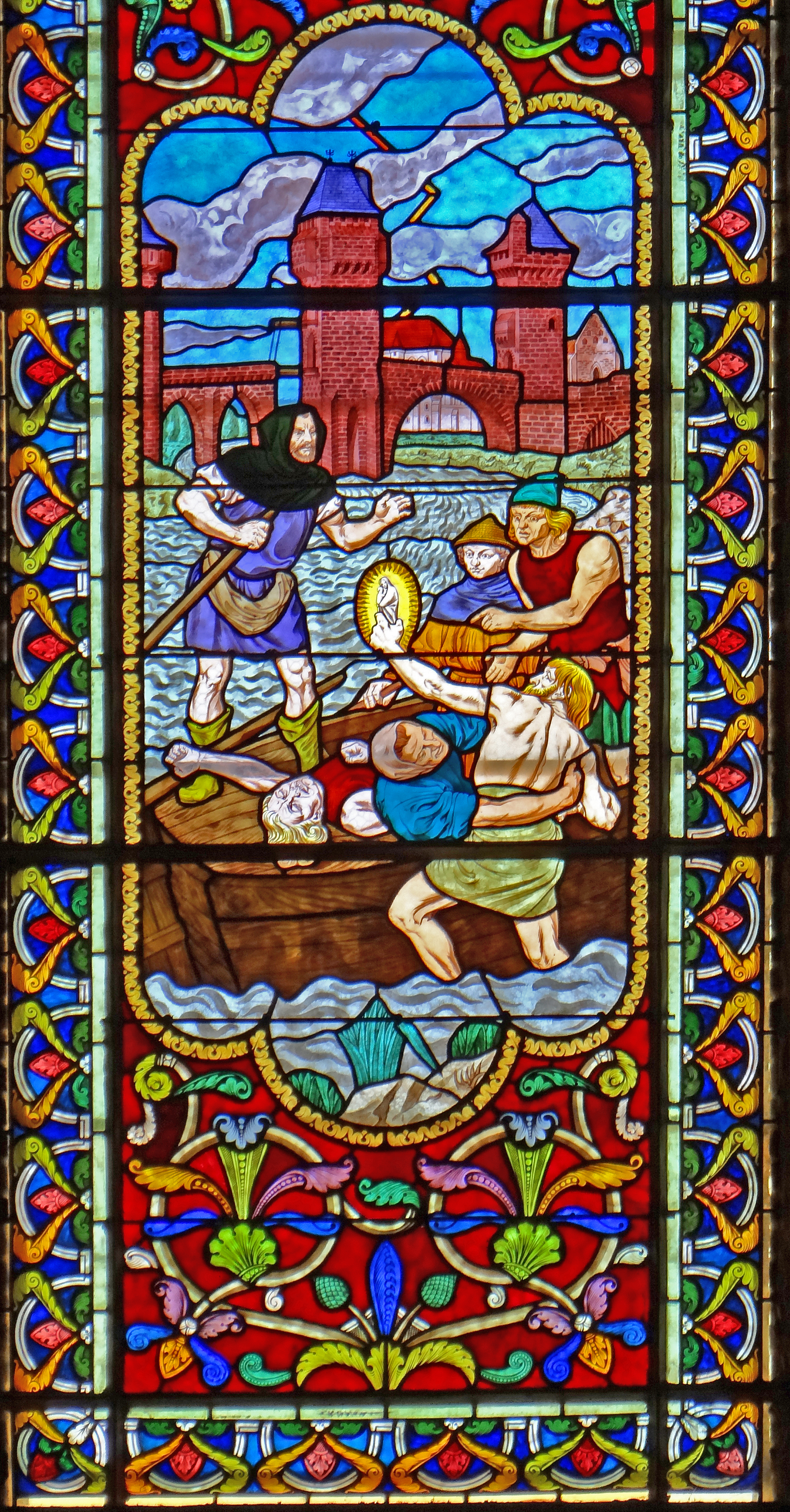
Vitrail de Félix Gaudin dans l'église Sainte-Catherine sur le miracle de la vierge noire
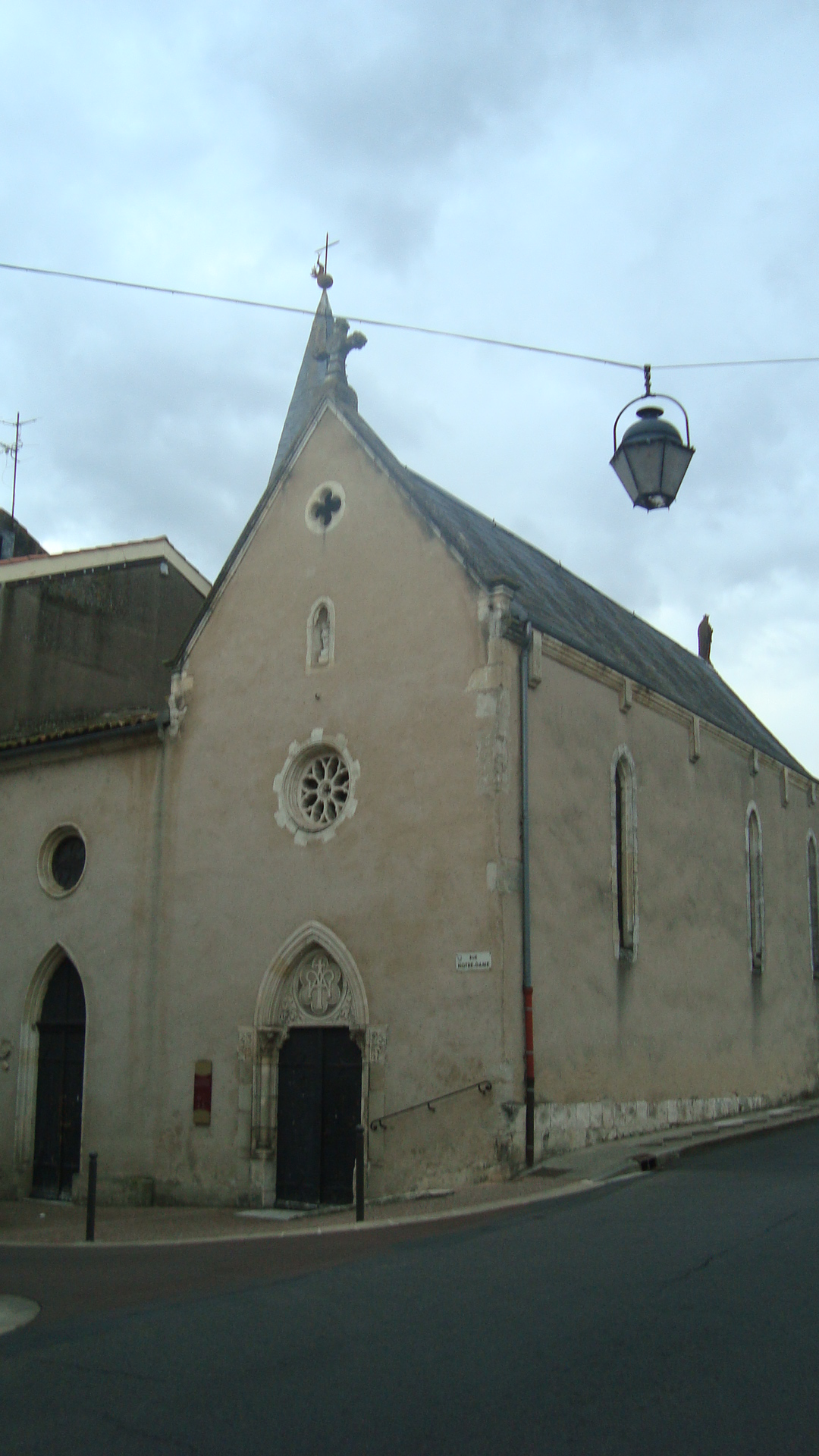
Façade de la chapelle
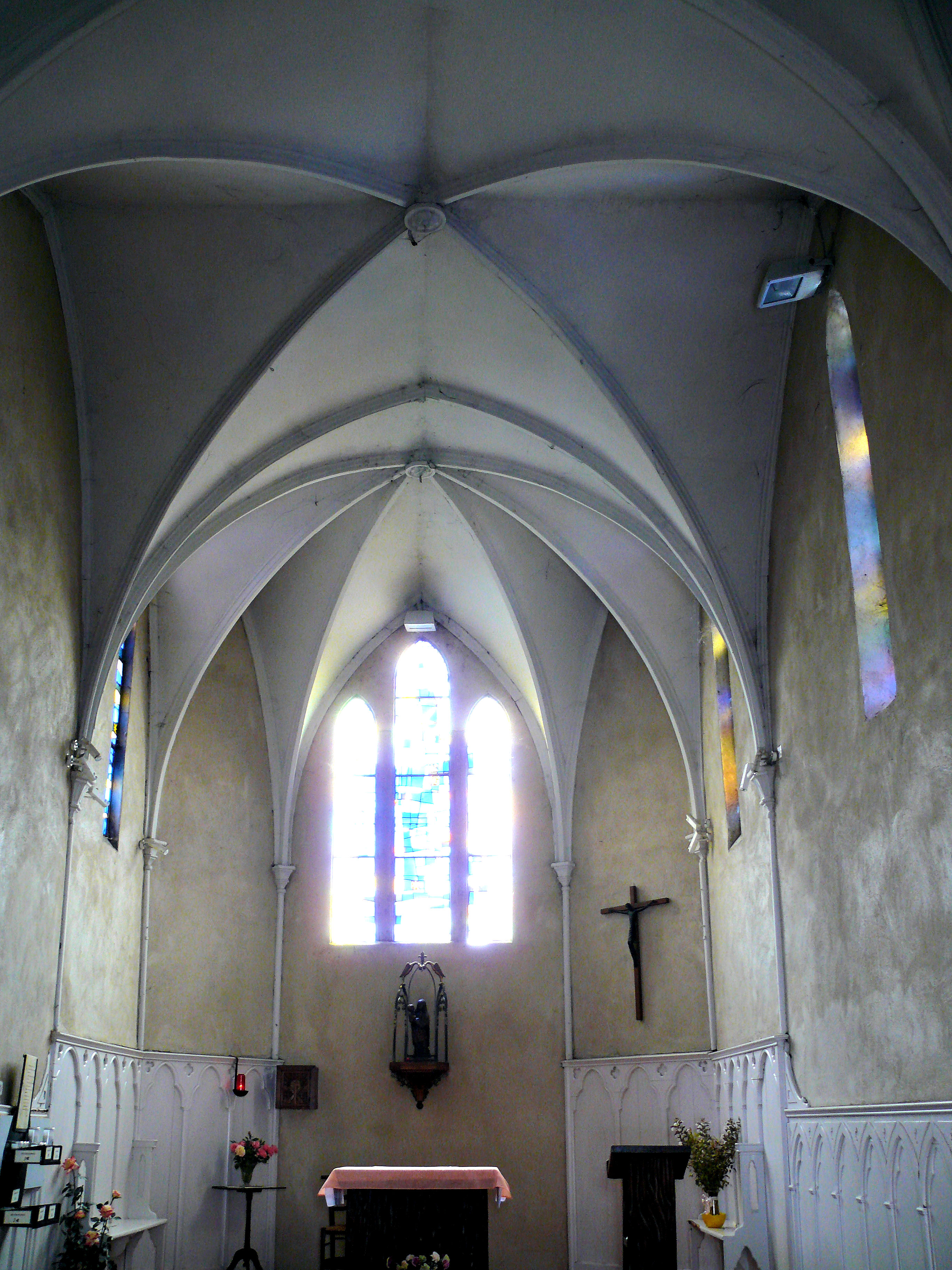
Intérieur de la chapelle